# Angelo Maria Ripellino
Angelo Maria Ripellino (* 4. Dezember 1923 in Palermo; † 21. April 1978 in Rom) war ein italienischer Slawist, Dichter, Übersetzer und Autor.

## Leben
Ripellino lebte seit seiner Kindheit in Rom.
Er hat Slawistik studiert und beschäftigte sich mit der polnischen, russischen und tschechischen Literatur.
Er war Professor für Slawistik in Rom. Im Jahre 1947 heiratete er die tschechische Romanistin Elisa Hlochová (Ela Ripellino), welche seine Mitarbeiten bei seinen Übersetzungen von Poesien vom Tschechischen ins Italienische war.
Ripellino besuchte öfters Prag. Aufgrund seines Protestes gegen die Invasion russischer Truppen in Prag im August 1968, war es ihm verboten, nach Prag zurückzukehren.

## Werke
Aus dem Tschechischen übersetzte er unter anderem Werke von: Halas, Holan, Hora, Kolář, Orten, Seifert, Wolker und Zahradníček. Sein Werk Praga magica (Magisches Prag) aus dem Jahr 1973 wurde in fünf weitere Sprachen, beispielsweise Englische, Französische und Deutsche übersetzt.
| Personendaten    | Personendaten                                        |
| ---------------- | ---------------------------------------------------- |
| NAME             | Ripellino, Angelo Maria                              |
| KURZBESCHREIBUNG | italienischer Slawist, Dichter, Übersetzer und Autor |
| GEBURTSDATUM     | 4. Dezember 1923                                     |
| GEBURTSORT       | Palermo                                              |
| STERBEDATUM      | 21. April 1978                                       |
| STERBEORT        | Rom                                                  |